# Cỏ lá gừng
Cỏ lá gừng (danh pháp khoa học: Axonopus compressus) là một loài thực vật có hoa trong họ Hòa thảo. Loài này được (Sw.) P.Beauv. mô tả khoa học đầu tiên năm 1812.
Cỏ sống lâu năm có thân mọc bò sát đất, ở các mắt có rễ phụ sinh. Thân và bẹ lá có màu tím. Phiến lá láng mỏng, hơi giúm, có lông đều ở mép lá. Cỏ lá gừng ưa đất ẩm, thường dùng để trồng làm thảm cỏ.

## Hình ảnh

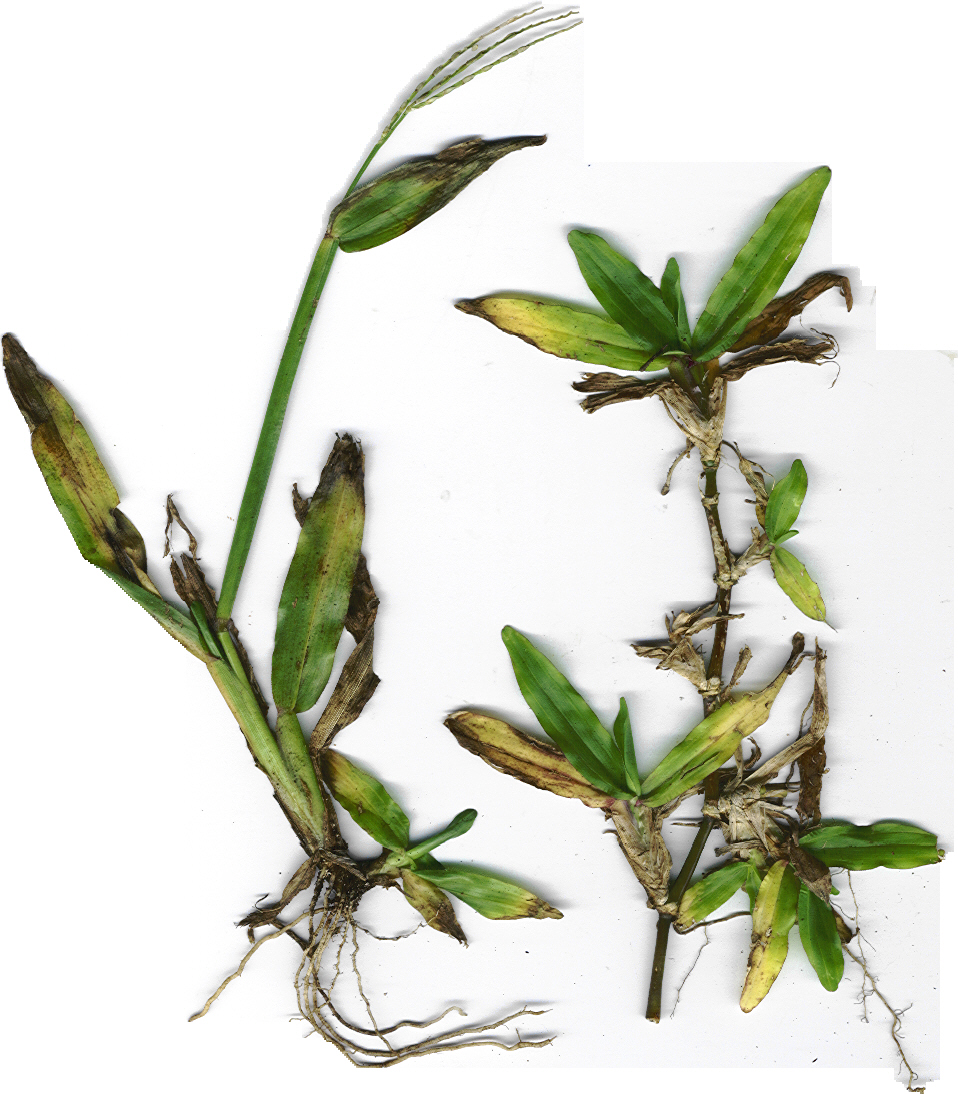
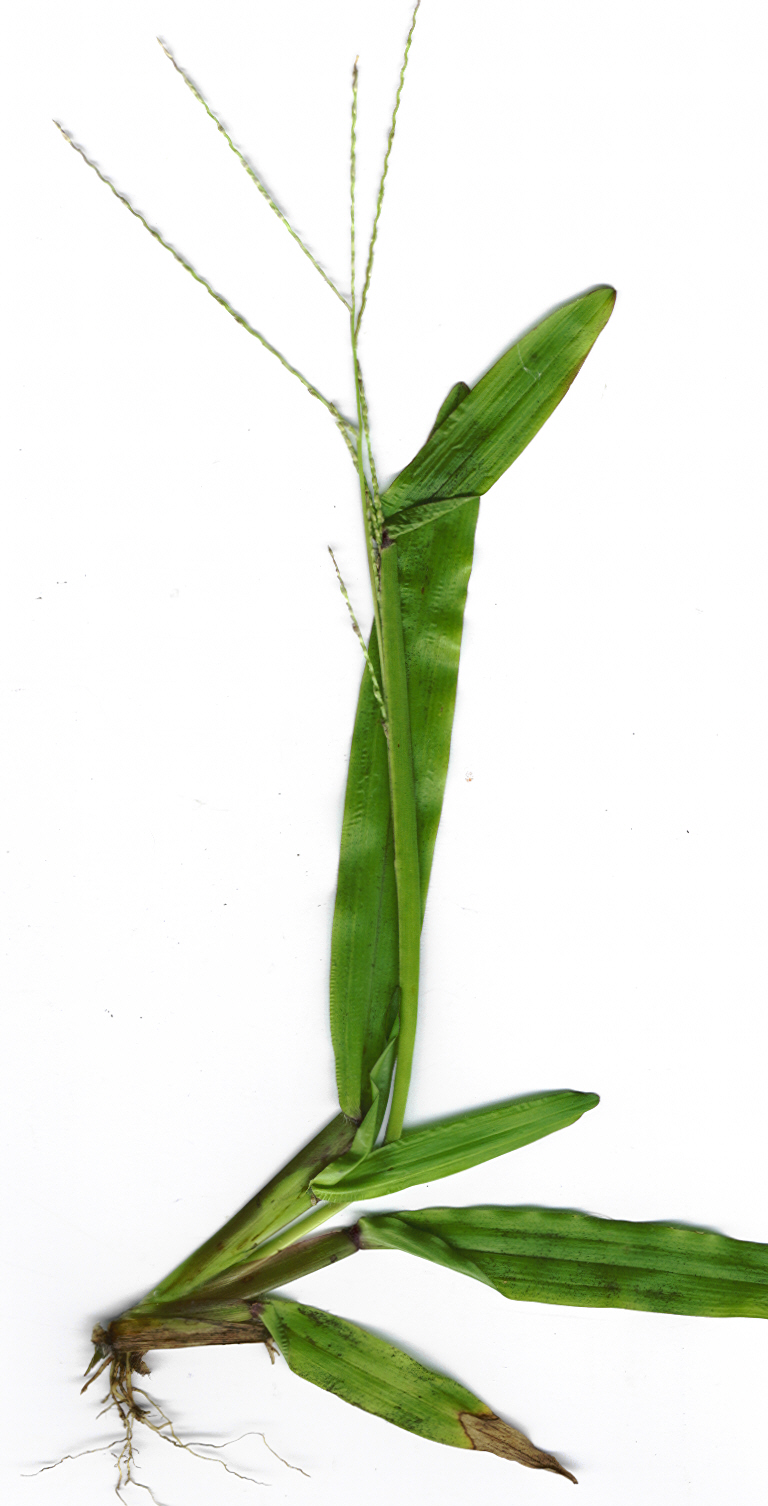
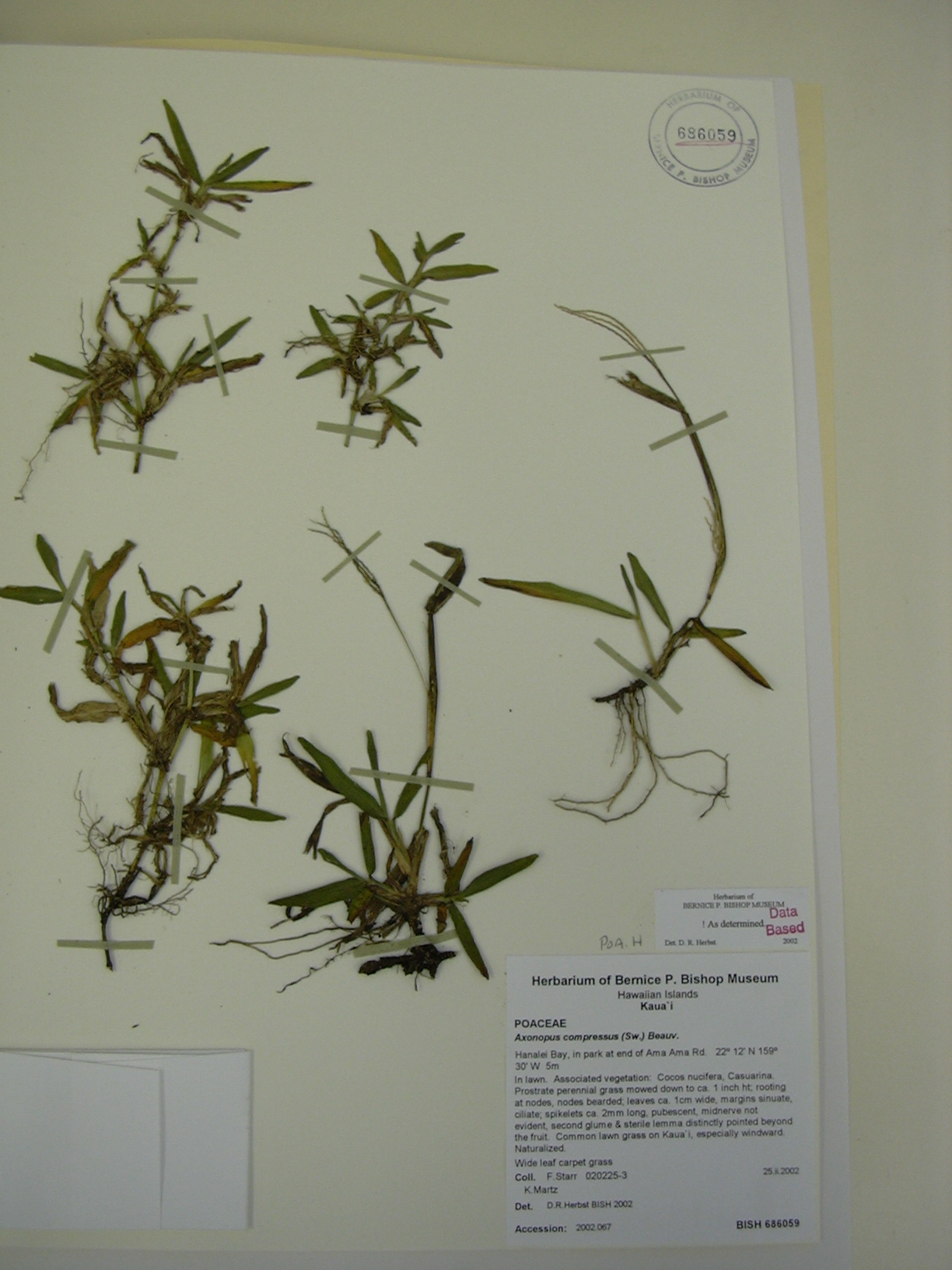
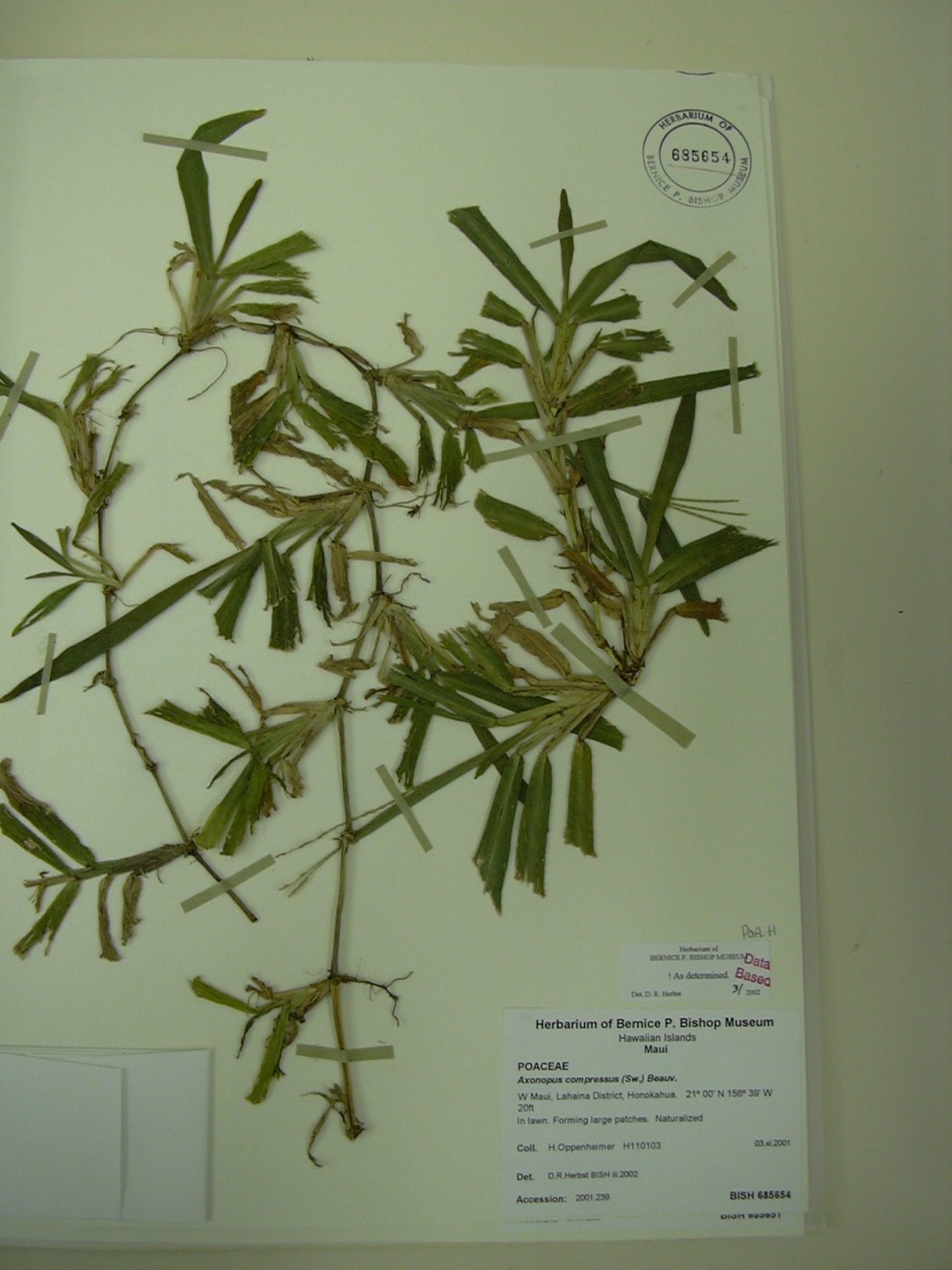